# Platycheirus similis
Platycheirus similis är en tvåvingeart som beskrevs av Barkalov och Nielsen 2007. Platycheirus similis ingår i släktet fotblomflugor, och familjen blomflugor. Inga underarter finns listade i Catalogue of Life.